# Hilara monedula
Hilara monedula är en tvåvingeart som beskrevs av Collin 1927. Hilara monedula ingår i släktet Hilara och familjen dansflugor. Inga underarter finns listade i Catalogue of Life.